# Eric Deeral
Eric Deeral, né le 23 août 1932 à Hope Vale (en) et mort le 5 septembre 2012 à Cooktown,, est un homme politique australien.

## Biographie
Issu du clan gamay du peuple aborigène guugu yimidhirr de la côte nord-est du Queensland, il naît et grandit dans une mission aborigène tenue par des missionnaires luthériens allemands,. Quittant l'école à l'âge de 13 ans, il devient ouvrier agricole puis stockman (en). En 1957 il devient président du conseil de la communauté de la mission où il a grandi,.
Il devient membre du Parti rural (qui devient par la suite le Parti national) et en 1973 est consultant auprès du ministre des Affaires aborigènes du Queensland, Nev Hewitt (en). Il est élu député de la circonscription de Cook (le nord de la péninsule du cap York) à l'Assemblée législative du Queensland aux élections de décembre 1974, ravissant cette circonscription au Parti travailliste. Il est le premier Aborigène élu au Parlement du Queensland, et le troisième Aborigène à siéger dans un parlement australien après Neville Bonner (Parti libéral), entré au Sénat australien en 1971, et Hyacinth Tungutalum (en) (Parti rural libéral), élue à l'Assemblée législative du Territoire du Nord en octobre 1974,,. Il obtient de l'Assemblée des « améliorations aux écoles et à l'accès à la santé » dans sa circonscription. Battu dans sa circonscription aux élections de 1977, il devient en 1985 le président inaugural du Conseil de coordination aborigène, qui conseille le gouvernement du Queensland en matière de politique aborigène. 
Il meurt à l'hôpital à Cooktown en 2012 à l'âge de 80 ans.